# Eparchia di Gorno-Altajsk

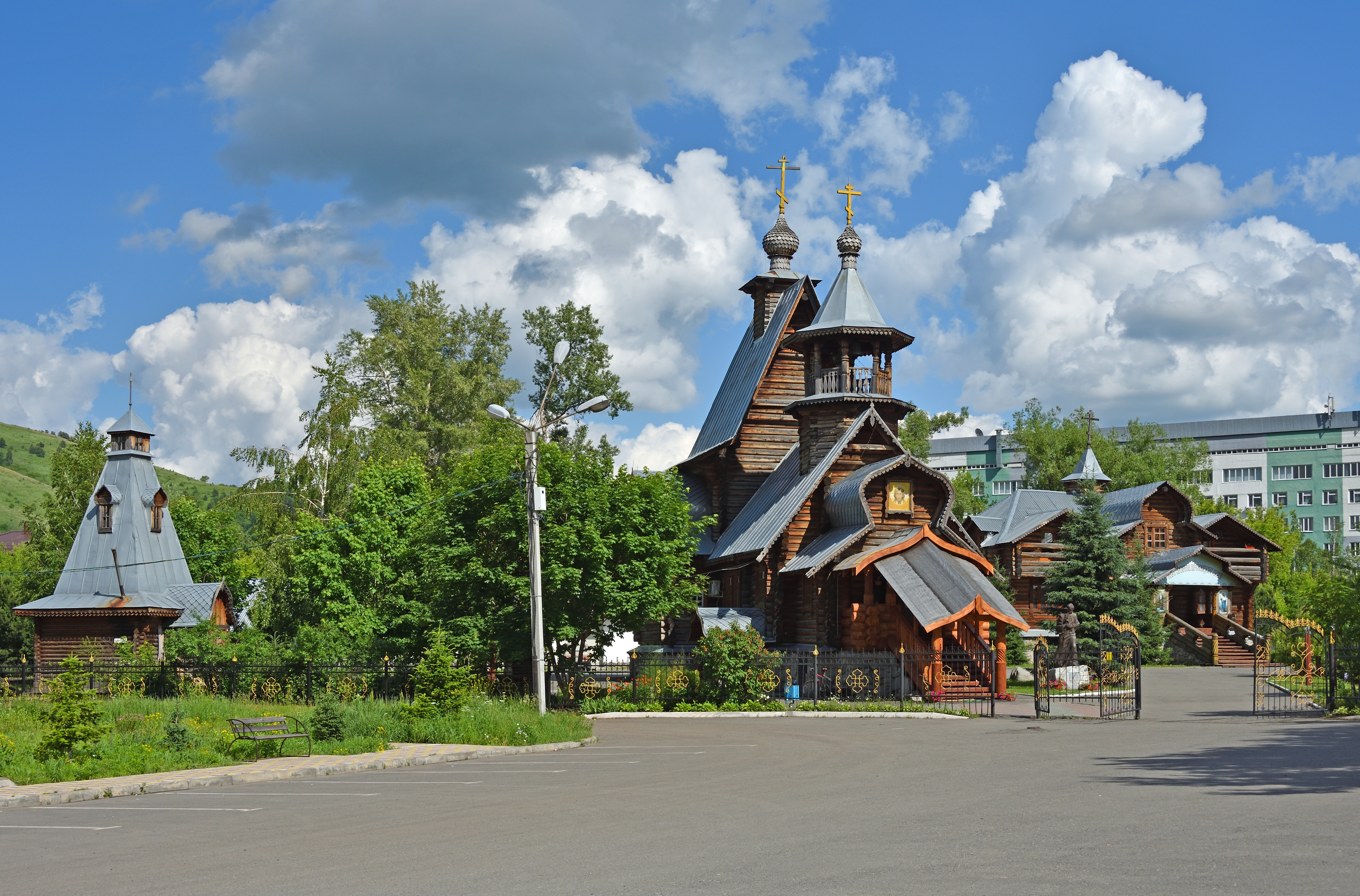
La cattedrale di San Macario di Gorno-Altajsk.

L'eparchia di Gorno-Altajsk (in russo Горноалтайская епархия?) è una diocesi della Chiesa ortodossa russa.

## Territorio
L'eparchia comprende la repubblica dell'Altaj nel circondario federale della Siberia.
Sede eparchiale è la città di Gorno-Altajsk, dove si trova la cattedrale di San Macario, che fu il primo evangelizzatore di queste terre.
L'eparca ha il titolo ufficiale di «eparca di Gorno-Altajsk e Čemal».

## Storia
L'eparchia è stata eretta dal Santo Sinodo della Chiesa ortodossa russa il 2 ottobre 2013, ricavandone il territorio dall'eparchia di Barnaul.

## Vescovi
- Callistrato Romanenko, dal 10 novembre 2013[3]